# Los Arcos
Los Arcos é um município da Espanha na província e comunidade foral (autónoma) de Navarra. Tem 57,67 km² de área e em 2021 tinha 1 132 habitantes (densidade: 19,6 hab./km²).

## Demografia
| Variação demográfica do município entre 1991 e 2004 | Variação demográfica do município entre 1991 e 2004 | Variação demográfica do município entre 1991 e 2004 | Variação demográfica do município entre 1991 e 2004 |
| --------------------------------------------------- | --------------------------------------------------- | --------------------------------------------------- | --------------------------------------------------- |
| 1991                                                | 1996                                                | 2001                                                | 2004                                                |
| 1379                                                | 1346                                                | 1286                                                | 1300                                                |